# Le Bosc-Roger-en-Roumois
Pour les articles homonymes, voir Bosc et Bosc-Roger.
Le Bosc-Roger-en-Roumois (prononcé [ləboːʁoʒe ɑ̃ ʁumwa]) est une ancienne commune française située dans le département de l'Eure en région Normandie.
Le 1er janvier 2017, elle devient commune déléguée de la commune nouvelle nommée Bosroumois qui entérine le fusionnement avec Bosnormand.

## Géographie

### Localisation
La commune se trouve sur le plateau du Roumois.
|                                                                | La Londe (Seine-Maritime) |                                                  |
| Grand-Bourgtheroulde (comm. dél. de Bourgtheroulde-Infreville) | Bosc-Roger-en-Roumois     | Saint-Ouen-du-Tilleul                            |
|                                                                | Bosnormand                | Le Thuit-de-l'Oison (comm. dél. du Thuit-Signol) |

## Toponymie
Bosc, la forme régionale de bois, n'est pas la seule forme existante en Normandie, encore qu'elle soit de beaucoup la plus fréquente.

## Histoire

### Moyen Âge
En 1204, Philippe-Auguste conquiert la Normandie de Jean sans Terre avec le concours du chef mercenaire Lambert Cadoc. Pour le remercier, le roi de France offre à Cadoc de nombreux biens dont Gaillon et un fief important à Bosc-Roger. Cadoc en fera, à son tour, don à la collégiale Saint-Antoine de Gaillon lorsqu'il la fonde en 1205.

## Démographie
L'évolution du nombre d'habitants est connue à travers les recensements de la population effectués dans la commune depuis 1793. À partir du 1er janvier 2009, les populations légales des communes sont publiées annuellement dans le cadre d'un recensement qui repose désormais sur une collecte d'information annuelle, concernant successivement tous les territoires communaux au cours d'une période de cinq ans. 
Pour les communes de moins de 10 000 habitants, une enquête de recensement portant sur toute la population est réalisée tous les cinq ans, les populations légales des années intermédiaires étant quant à elles estimées par interpolation ou extrapolation. Pour la commune, le premier recensement exhaustif entrant dans le cadre du nouveau dispositif a été réalisé en 2006,.
En 2014, la commune comptait 3 171 habitants, en évolution de −1,28 % par rapport à 2009 (Eure : +2,66 %, France hors Mayotte : +2,49 %).
| 1793  | 1800  | 1806  | 1821  | 1831  | 1836  | 1841  | 1846  | 1851  |
| ----- | ----- | ----- | ----- | ----- | ----- | ----- | ----- | ----- |
| 1 723 | 1 563 | 1 604 | 1 980 | 2 203 | 2 019 | 1 939 | 1 905 | 1 944 |

| 1856  | 1861  | 1866  | 1872  | 1876  | 1881  | 1886  | 1891  | 1896  |
| ----- | ----- | ----- | ----- | ----- | ----- | ----- | ----- | ----- |
| 1 939 | 1 920 | 2 169 | 2 223 | 2 277 | 2 044 | 2 032 | 1 621 | 1 343 |

| 1901  | 1906  | 1911 | 1921 | 1926 | 1931 | 1936 | 1946 | 1954 |
| ----- | ----- | ---- | ---- | ---- | ---- | ---- | ---- | ---- |
| 1 117 | 1 075 | 959  | 848  | 832  | 856  | 864  | 837  | 880  |

| 1962 | 1968  | 1975  | 1982  | 1990  | 1999  | 2006  | 2011  | 2014  |
| ---- | ----- | ----- | ----- | ----- | ----- | ----- | ----- | ----- |
| 962  | 1 162 | 1 647 | 2 323 | 2 895 | 3 003 | 3 218 | 3 143 | 3 171 |

## Économie
- Zone d'activités « Les Grands Clos »

## Culture locale et patrimoine

### Lieux et monuments
- Église Saint-Pierre[9]
- Manoir dit de Thibouville[10]
- Manoir au lieu-dit La Breaulière[11]

Église paroissiale
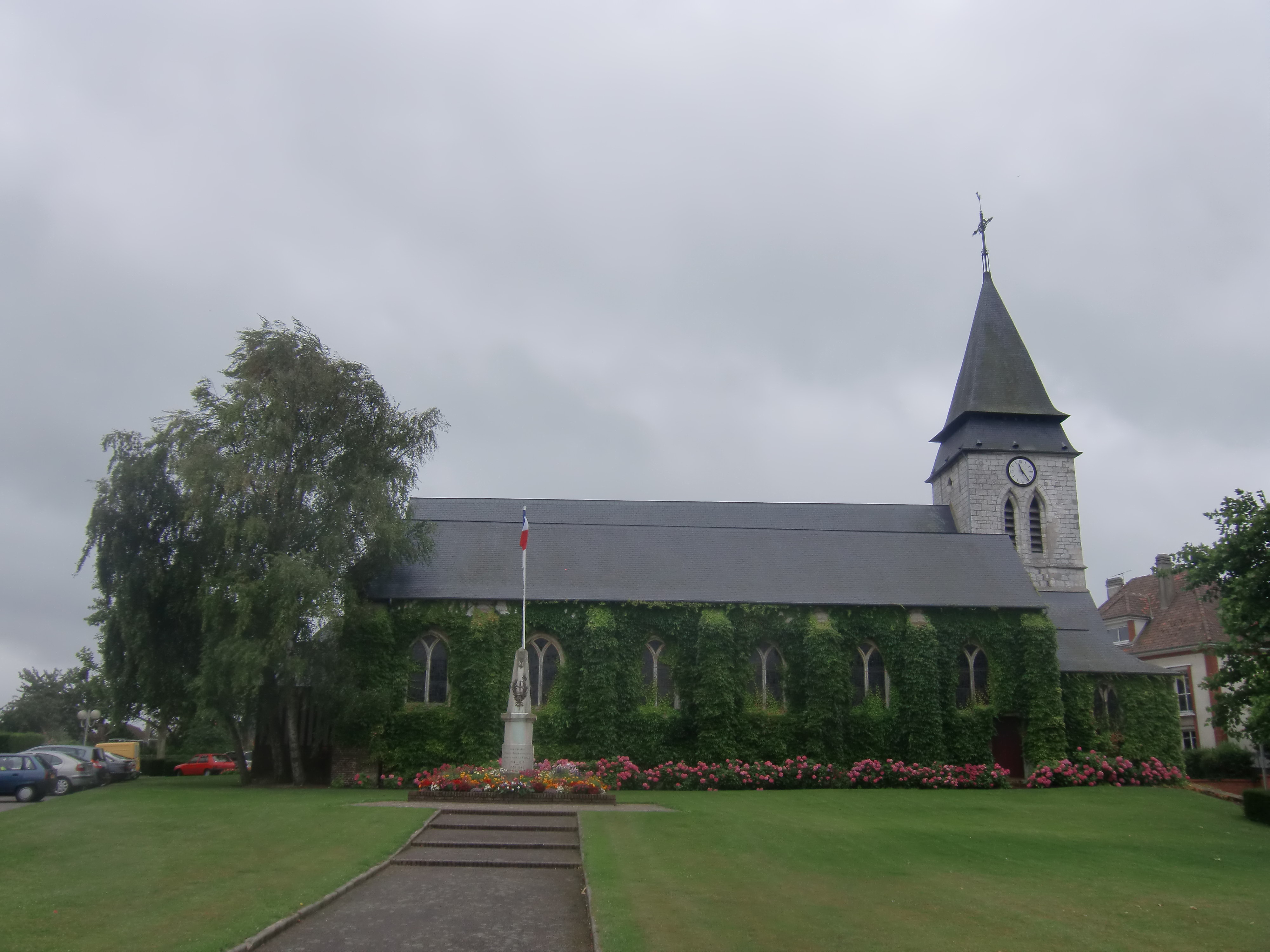
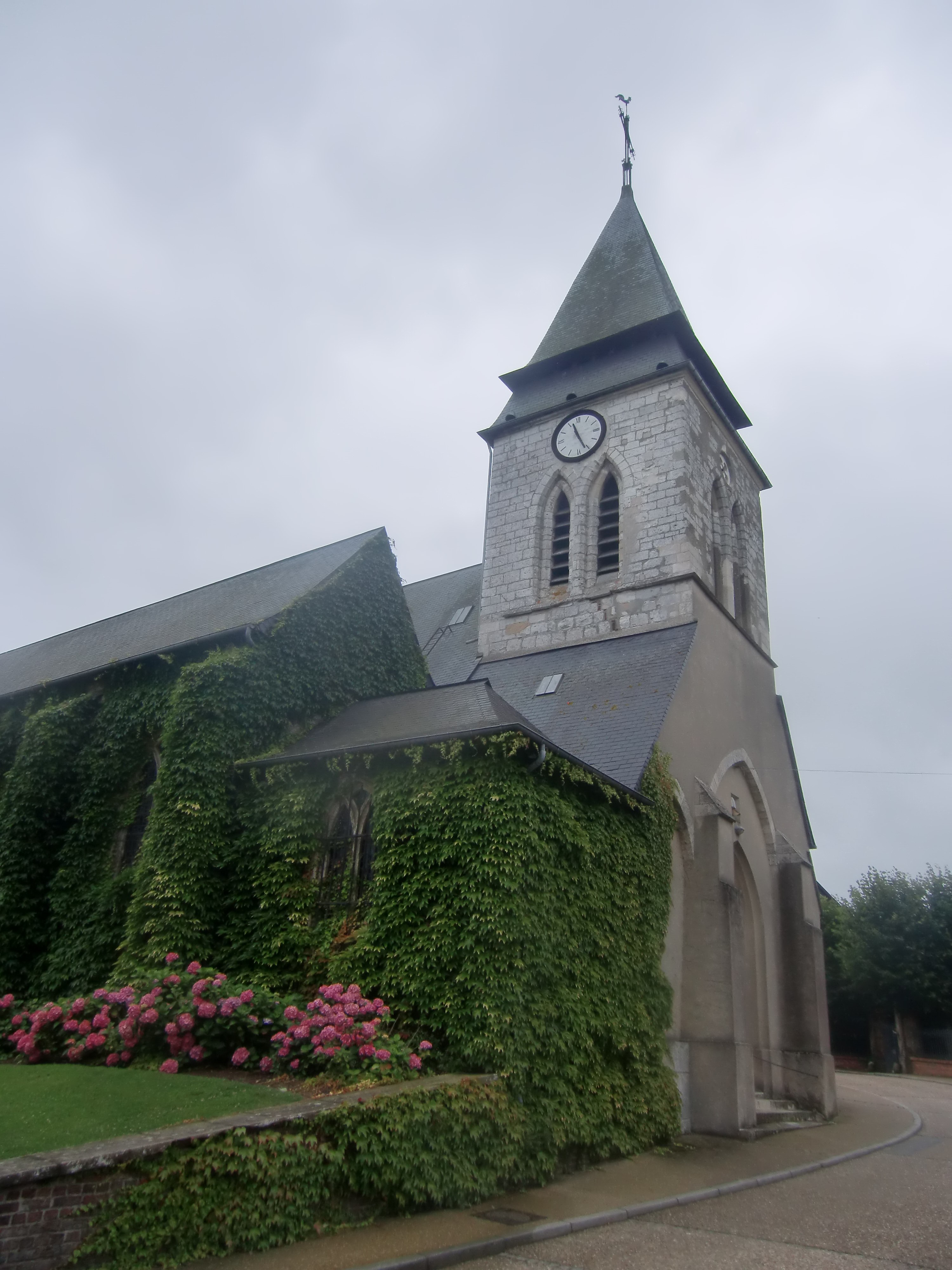

### Personnalités liées à la commune
- Isidore Maille (1841-1917), homme politique français.

### Héraldique
| Armes du Bosc-Roger-en-Roumois | Ces armes peuvent se blasonner ainsi aujourd’hui : de gueules aux trois molettes d'argent, au chef du même chargé d'un lion léopardé de sable |